# Ithonidae
De Ithonidae vormen een familie van insecten uit de orde van de netvleugeligen (Neuroptera).
De familie omvat 7 geslachten van levende insecten en 2 fossiele geslachten:
- Adamsiana
- Allorapisma †
- Ithone
- Megalithone
- Narodona
- Oliarces
- Principiala †
- Rapisma
- Varnia

Door sommige auteurs wordt het geslacht Rapisma ingedeeld in een monotypische familie Rapismatidae.